# Bulevar Artigas (Maldonado)
El Bulevar General José Gervasio Artigas, coloquialmente conocido como Bulevar Artigas, o simplemente Bulevar, es una avenida ubicada en las ciudades de Maldonado y Punta del Este. Es la única de las estas ciudades con la categoría de bulevar. Fue designada en honor al prócer uruguayo José Gervasio Artigas. 
Su extensión es de 8 km, desde la Parada 1 de la Rambla Batlle Pacheco, hasta su empalme con la Ruta Nacional 39. Su trazado coincide con las antiguas vías férreas del ramal San Carlos-Maldonado-Punta del Este de la red ferroviaria de Uruguay.
Algunos puntos de interés ubicados en esta avenida son:
- Terminal de Ómnibus de Punta del Este;
- Hotel Enjoy Punta del Este;
- Liceo Punta del Este;
- Azotea de Haedo;
- Antigua estación de ferrocarril de Maldonado, hoy sede del Municipio de Maldonado.

## José Gervasio Artigas

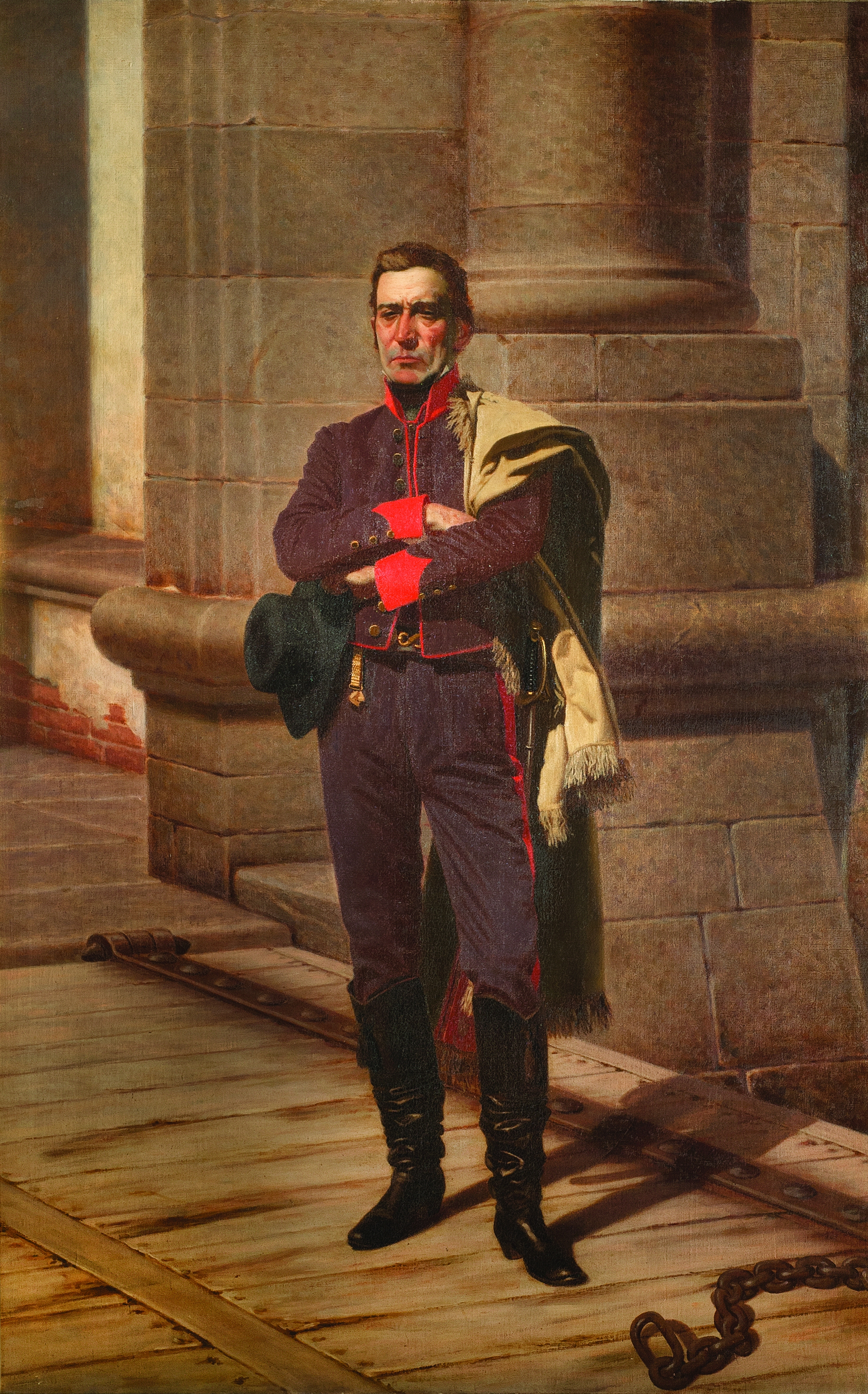

José Gervasio Artigas fue el héroe nacional uruguayo. Nació el 19 de junio de 1764, hijo de Martín J. Artigas y Francisca A. Arnal. Recibió los títulos de Primer Jefe de los Orientales y Protector de los Pueblos Libres.
A los treinta y tres años de edad, en 1797, ingresó como soldado raso al Cuerpo de Blandengues de Montevideo, una milicia que tenía como fin proteger las fronteras.
El 18 de mayo de 1811 derrotó a los españoles en la Batalla de las Piedras.
Ese mismo año protagonizó el Éxodo del Pueblo Oriental, hecho donde habitantes de la Banda Oriental siguieron a Artigas en una emigración colectiva, instalando su campamento a orillas del Arroyo Ayuí Grande.

Luego de su exilio al Paraguay, a sus ochenta y seis años, falleció el 23 de setiembre de 1850.

## Homonimia
Varios lugares de la ciudad de Punta del Este llevan el nombre del prócer uruguayo. Existe la Rambla Artigas, avenida que bordea la península de la ciudad, y la Plaza Artigas, conocida como la Plaza de los Artesanos, por la feria artesanal que se lleva a cabo en dicha plaza. También existió una Avenida Artigas, cuyo nombre fue modificado en 1996 por el del fundador de Maldonado, José Joaquín de Viana. A su vez, varias localidades del país cuentan con un Bulevar Artigas, incluyendo Ansina, Ituzaingó, Joaquín Suárez, José Batlle y Ordóñez, Montevideo, Paso de los Toros, Paysandú, Treinta y Tres y Vichadero.